# Trojská mlékárna
Trojská mlékárna (Trojská družstevní mlékárna) je zaniklý průmyslový areál v Praze 7-Troji, který sídlil v bývalém trojském pivovaře a později se přestěhoval do Holešovic do ulice Osadní.

## Historie
Z hospodářství ve Velkých Čičovicích dodával B. Šebek mléko do Vysočanské mlékárny. Později zřídil ve Středoklukách sběrnu mléka, ze které z jeho iniciativy vznikla základna budoucí Trojské mlékárny.
První Valná hromada se konala 26. ledna 1913 v zasedací síni Agrární banky za účasti 29 zakládajících členů. Na ní byl přijat návrh trojského statkáře Aloise Svobody mít sídlo družstva v jeho mlékárně v Tróji.
Denní výkup mléka byl zpočátku malý - pouhých 200 litrů. Roku 1924 koupilo družstvo bývalou Waldesovu továrnu v Osadní ulici čp. 28 v Holešovicích, kam svoji výrobu přestěhovalo. Denní příjem se zde zvýšil až na 30.000 litrů mléka. Roku 1929 se družstvo stalo sídlem „Ústředí mlékárenských družstev v Praze“.
Nejlepších výsledků dosahovala sýrárna. Vyráběla sýry máslový, dezertní, romadur, specialitu „Maninský sýr“ a „Trojské zlato“. Roku 1932 založené „Sdružení pro výrobu tavených sýrů“ zvolilo pro své nové sídlo právě Trojskou mlékárnu.
Po roce 1945
Roku 1950 byla mlékárna znárodněna. Stala se součástí národního podniku Pražské mlékárny, později Laktos.